# Pangonius florae
Pangonius florae är en tvåvingeart som beskrevs av Leclercq och Maldes 1987. Pangonius florae ingår i släktet Pangonius och familjen bromsar.
Artens utbredningsområde är Algeriet. Inga underarter finns listade i Catalogue of Life.